# Vladimir Potanine
Pour les articles homonymes, voir Potanine.
Vladimir Olegovitch Potanine (en russe : Владимир Олегович Потанин), né le 3 janvier 1961 à Moscou (RSFSR, URSS), est un homme d’affaires, personnalité politique et un mécène russe. Potanine est président et principal actionnaire de Nornickel, le plus grand producteur mondial de palladium et de nickel raffiné. Il est également ancien vice Premier ministre de la fédération de Russie.
Ayant fait son énorme fortune dans les années 1990 après la chute de l’URSS, Potanine fait partie de ce l’on appelle en Russie les « oligarques » et des gens les plus riches du monde.
Selon le classement Forbes publié en avril 2023, Vladimir Potanine est placé deuxième parmi les milliardaires les plus riches de Russie avec une fortune de 23,7 milliards de dollars.

## Biographie

### Les années de formation: 1978-1983
En 1978, Vladimir Potanine entre dans le prestigieux Institut d'État des relations internationales de Moscou auprès du Ministère des affaires étrangères de l’URSS (MGIMO MID SSSR – МГИМО МИД СССР) (équivalent soviétique de l’ENA). Il fait ses études supérieures à la Faculté des Relations économiques internationales (MEO – МЭО) et se perfectionne en français et anglais.
À la sortie en 1983 du MGIMO Vladimir Potanine intègre la Centrale d’achats "Soyuzpromexport", une structure commerciale émanant du Ministère du commerce extérieur de l’URSS où il travaille jusqu’en 1990 en grimpant les échelons et en se constituant un réseau professionnel.

### Premiers succès dans le privé
À l’époque de la perestroïka Potanine saisit l’opportunité pour quitter l'appareil d'État de commerce extérieur et se lancer, parmi les tout premiers, dans le secteur privé naissant. En 1990, grâce aux relations de son père, il réussit à créer une association privée de commerce extérieur Interros.
Entre 1992 et 1993 Vladimir Potanine est le vice-président et ensuite président de la banque privée russe Compagnie internationale financière.
En 1993, il est président de la banque privée russe « Onexim » (« Unexim »), et président du Conseil des directeurs de la banque privée russe « Compagnie internationale financière ».
En 1993 avec son compatriote et partenaire Mikhail Prokhorov, Potanine fait l'acquisition de MMC Norilsk Nickel grâce à la Onexim Bank, profitant comme tous les "oligarques" russes actuels de la privatisation de nombreuses entreprises et conglomérats russes après le démantèlement de l'URSS. Il tire ainsi sa fortune de son investissement dans le géant russe du nickel MMC Norilsk Nickel.
Vladimir Potanine fait partie du Présidium (bureau) du Conseil d’Administration de l’Union panrusse des industriels et entrepreneurs.

### Au gouvernement de Russie
Du 14 août 1996 au 17 mars 1997, Potanine a été le premier vice-Premier ministre de la fédération de Russie (gouvernement de Viktor Tchernomyrdine) chargé des questions économiques,. Il fait alors partie des « sept banquiers », ou « oligarques », un clan d'hommes d'affaires qui entretient une influence décisive sur la politique russe durant les années Boris Eltsine.

### Entreprise
En 1997, Boris Jordan a présenté George Soros à Potanine, ce qui a conduit le groupe Soros soutenu par Potanine, Anatoli Tchoubaïs et Alfred Koch à détenir la participation majoritaire dans le monopole russe des communications sur le groupe Berezovsky-Gusinsky. Un an plus tard, Soros a admis que son investissement important dans Svyazinvest était une erreur.
Depuis août 1998, Potanine occupe les postes de président et de président du conseil d'administration de la société Interros.
Le 25 novembre 1998, Potanine a recommandé à Boris Jordan d'être président de Sidanko, poste que Jordan a occupé jusqu'en février 1999, date à laquelle il a démissionné.

#### Norilsk Nickel

##### Différend avecMikhaïl Prokhorov
En 2007, Potanine s'est séparé de Prokhorov, citant comme raison la brève détention de Prokhorov par la police française pour sollicitation de prostitution et a annoncé son intention d'acquérir les actifs de Norilsk Nickel de Prokhorov pour un montant d'un milliard de dollars. Prokhorov a proposé de vendre sa participation de 25 % pour 15 milliards de dollars. Cependant, Potanine a refusé l'accord et celui-ci n'a jamais été conclu,.
Selon un rapport publié en 2016 par la plateforme d'investigation Meduza, Prokhorov s'est adressé à Valentin Yumashev, chef de cabinet de l'ancien président russe Boris Eltsine, pour faire appel au président Vladimir Poutine. Il semblerait que Poutine «ait téléphoné à Potanine en présence de Prokhorov et l'ait harcelé en disant : «C'est malhonnête de tromper ses partenaires.». 
Prokhorov a finalement décidé de vendre sa participation de 25 % dans Norilsk à Oleg Deripaska de RUSAL.

##### Litige de propriété avec Oleg Deripaska
En 2008, Deripaska a conclu un accord avec Prokhorov pour l'acquisition de sa participation dans Norilsk Nickel, contre la volonté de Potanine. En échange, Prokhorov a acquis 14 % de RUSAL.
Cela a déclenché un conflit de propriété entre Deripaska et Potanin qui a pris fin en 2012, lorsque Roman Abramovich est intervenu en tant qu'artisan de la paix en acquérant 6,5 % de Norilsk et en maintenant ainsi l'équilibre des pouvoirs entre Deripaska et Potanin. La trêve a également interdit aux parties de vendre ou d'acquérir de nouvelles participations. L'accord a fait de Potanin le PDG de l'entreprise, puisqu'il possédait environ 30 % de Norilsk, soit environ 2 % de plus que Deripaska,.

##### Déplacement de l'usine de cuivre en Chine
Au printemps 2024, les représentants de Norilsk Nickel, dirigés par Potanine, ont annoncé le transfert prochain de la production de cuivre de Russie vers la Chine. Ce plan était motivé à la fois par la nécessité de contourner les sanctions occidentales lors de l'exportation de cuivre vers les marchés étrangers, et par les normes environnementales nettement moins strictes de la Chine que celles de la Russie,. Selon les représentants de Potanine, la poursuite de la modernisation de la production obsolète existante pour se conformer aux normes environnementales russes s'est avérée totalement non rentable pour Norilsk Nickel, et l'entreprise a préféré réaliser de nouvelles constructions dans un pays aux exigences environnementales moins coûteuses.

### Mécénat
En 1999, Potanine fonde une organisation non lucrative et non commerciale « Fondation philanthropique Vladimir Potanine » pour réaliser les projets à long terme et socialement importants dans les domaines de la culture et de l’éducation. La fondation soutient entre autres les élèves méritants des établissements d’enseignement supérieur en leur attribuant des bourses. Plus de 1700 étudiants venant de tous les coins de la fédération de Russie en bénéficient chaque année.
Potanine est aussi membre du Conseil public de trustees du MGIMO.
Il est également le président du Conseil du parrainage du Musée de l'Ermitage à Saint-Pétersbourg. Il achète pour celui-ci pour un million de dollars une variation du Carré noir sur fond blanc de Kasimir Malevitch et en fait don au musée en 2002. Ce tableau est l'une des quatre versions connues. L'exposition "Paris-Saint-Pétersbourg: 1800-1830, quand la Russie parlait français…", patronnée par Jacques Chirac et Vladimir Poutine, qui avait débuté en mai 2003 à l'Hôtel des Invalides, était inscrite dans le cadre des manifestations franco-russes dédiées au tricentenaire de Saint-Pétersbourg. L'exposition était notamment composée de pièces de collection des musées de l'Ermitage et du Kremlin. La holding Interros avait consacré 3 millions de dollars à cette opération culturelle.
En 2016, la Fondation Vladimir Potanine, avec d'autres collectionneurs privés (Vladimir Semenikhine, Igor Tsukanov, Inna Bajenova, etc.), fait don de plus de 250 œuvres d'art contemporain russe au Centre Pompidou, présentées dans l'exposition permanente jusqu'en avril 2017. En 2018, les acquisitions qui se poursuivent atteignaient 120 œuvres offertes par Vladimir Potanine. Pompidou a perçu au total plus de 1,3 million d’euros (à comparer aux 1,8 million d’euros dont le centre dispose annuellement pour l'ensemble de ses acquisitions), et devait recevoir 586 000 euros supplémentaires à l’automne 2022, mais le programme est interrompu à la suite de l'invasion de l'Ukraine par la Russie.

## Vie privée, controverses et extravagances
Vladimir Potanine figure parmi les hommes les plus riches au monde passant de la 89e place en 2006 à la 38e en 2007, et enfin à la 25e en 2008.
À la suite de sa séparation avec Mikhaïl Prokhorov et de la crise économique mondiale, Potanine dégringole en 2009 à la 318e place dans la liste mondiale des milliardaires.
En 2010, il remonte la pente et se place à la 64e marche de l’échelle mondiale des milliardaires avec 10,3 milliards de dollars de fortune personnelle, estimée selon Forbes.
Sa fortune s’élève à 16,4 milliards d’euros en 2019.
En 2021, le magazine Forbes le classe 2e personne la plus riche de Russie avec une fortune estimée à 27 milliards de dollars.

### Vie privée
Vladimir Potanine a épousé Natalia Potanina (4 août 1961) et a trois enfants : Anastasia (30 avril 1984), Ivan (11 avril 1989), Vassili (2000). Anastasia a été trois fois championne du monde en Aquabike-JetSki et plusieurs fois championne de Russie comme son frère Ivan.
Après trente ans de mariage, il quitte Natalia Potanina pour une femme de quinze ans sa cadette, Ekaterina, avec qui il a deux enfants.
Passionné de ski, Potanine a été parmi les premiers nouveaux riches russes à partir régulièrement passer les vacances à l’étranger et notamment dans les stations des Alpes françaises. En fêtant tous les ans son anniversaire à Courchevel, Potanine a lancé une mode parmi les Russes qui ont fait de cette station huppée de la Vallée de la Tarentaise un lieu de prédilection et parfois de quelques excès.

### Controverses autour des yachtsAnastasiaetNirvana
L’acquisition en 2007-2008 par Vladimir Potanine d’un luxueux yacht de 75 mètres de longueur, pour 220 millions d’euros, baptisé Anastasia (yacht) (en) (le prénom de la fille de Potanine), a donné lieu à une campagne en Russie contre le milliardaire. Le yacht sera revendu en 2018 au coureur automobile américain Rick Hendrick qui le rebaptisera Wheels. 
En 2012, Vladimir Potanine fait l'acquisition du yacht Nirvana, de 88,5 mètres de long.

### Controverses autour du «divorce» avec Mikhaïl Prokhorov
Après une brève arrestation très médiatisée de Mikhaïl Prokhorov à Courchevel en janvier 2007 dans le cadre d’une enquête sur un réseau présumé de prostitution, les relations entre les deux partenaires se sont envenimées. Même si cette enquête judiciaire n’a jamais abouti à quoi que ce soit, elle a servi à Potanine de prétexte officiel pour engager une procédure de « divorce » économique d’avec Mikhaïl Prokhorov.
Officiellement, l’intention des copropriétaires de la holding Interros Vladimir Potanine et Mikhaïl Prokhorov de « restructurer les actifs du groupe » a été expliquée comme due à « leurs visions différentes de la stratégie de développement ».
Dans le cadre de cette restructuration, Mikhaïl Prokhorov, codirigeant du géant minier russe Norilsk Nickel, devait revendre ses parts à son partenaire Vladimir Potanine (chacun des deux entrepreneurs détenait 27,39 % des titres de Norilsk Nickel) pour se lancer dans les énergies alternatives et créer sa propre compagnie pour gérer ses actifs. Mikhaïl Prokhorov a quitté ses fonctions de directeur général de Norilsk Nickel. Vladimir Potanine est resté propriétaire d’Interros, holding qui contrôle la compagnie. Il possède donc une participation de 34,5 % dans Norilsk Nickel.
Les deux oligarques devaient demeurer malgré tout copropriétaires des autres activités d’Interros, à savoir le producteur d’or Polyus Gold, la Rosbank, le fabricant de turbines Silovye Machiny et le groupe médias Prof-Média (ru) (ПрофМедиа).
Cette procédure est très complexe et donne depuis 2007 lieu à plusieurs litiges entre les deux milliardaires

## Décorations

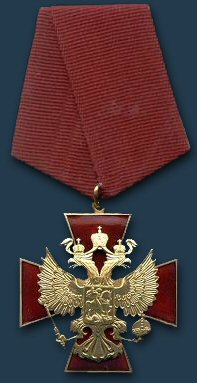
Ordre des mérites pour la Patrie (IVe classe = Chevalier)
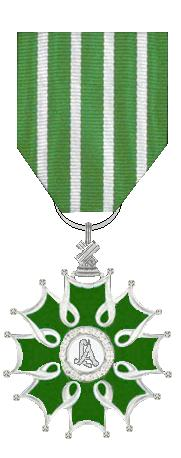
Officier de l’Ordre des arts et des lettres depuis 2007

- Nombreuses décorations du Patriarcat de Moscou et de toute la Russie